# Heribert Apfalter
Heribert Apfalter (* 22. September 1925 in Pregarten; † 26. August 1987 in Weistrach) war ein österreichischer Industriemanager.

## Leben
Der Kaufmann Apfalter stieg unternehmensintern in der Voest-Alpine AG 1977 bis zum Generaldirektor auf und galt bis 1985 als der „starke Mann“ in diesem verstaatlichten Industriekonzern. Er betrieb, unter dem politischen Druck, Arbeitsplätze zu sichern, die Finalisierung der Produktion (d. h. den Vorstoß des Grundstoffunternehmens der Stahlindustrie in die Fertigwarenproduktion), und war damit teilweise erfolgreich. Apfalter führte die VÖEST in weitgehender Unabhängigkeit von der Muttergesellschaft, der Staatsholding ÖIAG. 1984 wurde er wurde zum österreichischen „Manager des Jahres“ gewählt und Ehrendoktor der Martin-Luther-Universität Halle-Wittenberg. Im Jahr darauf geriet er allerdings durch die schweren Verluste um das in den USA gelegene VOEST-Stahlwerk Bayou in Bedrängnis, und als er gegenüber der Verstaatlichtenholding im November 1985 auch enorme Spekulationsverluste der VOEST-Tochter Intertrading einbekennen musste, führte der resultierende Intertrading-Skandal nicht nur zu Apfalters Abberufung, sondern auch zu jener des gesamten restlichen VOEST-Vorstandes durch den zuständigen Minister Ferdinand Lacina.
Zu den kurzfristig erfolgreichsten Diversifikationsaktivitäten der VOEST hatte der Einstieg ins Waffengeschäft gehört. Dieser war allerdings mit hohen politischen Risiken verknüpft. Heribert Apfalter galt in Fragen des Noricum-Skandals (betreffend neutralitätswidrige Kanonenlieferungen der Liezener VOEST-Tochter Noricum an die Kriegsgegner Iran und Irak) als Geheimnisträger und potenziell brisanter Zeuge. Sein plötzlicher Herztod im September 1987 war daher von Gerüchten umrankt.
Apfalter war seit 1969 Mitglied der Loge Zu den 7 Weisen.

## Ehrungen und Auszeichnungen (Auswahl)
- 1984: Wahl zum österreichischen „Manager des Jahres“
- 1984: Ehrendoktor der Martin-Luther-Universität Halle-Wittenberg
- 1985: Ernennung zum Ehrenbürger der Stadt Kindberg[4]